# Lijst van kraters op Mercurius
Hieronder staat een lijst van kraters op Mercurius 

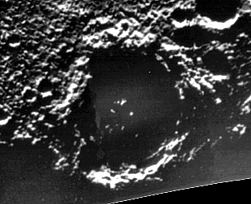
Chao Meng-Fu-krater

## A
| Krater           | Breedtegraad | Lengtegraad | Diameter (km) |
| ---------------- | ------------ | ----------- | ------------- |
| Abedin           | 61.7 N       | 10.2 W      | 110           |
| Abu Nuwas        | 17.4 N       | 20.4 W      | 116           |
| Africanus Horton | 51.5 Z       | 41.2 W      | 135           |
| Ahmad Baba       | 58.5 N       | 126.8 W     | 127           |
| Al-Akhtal        | 59.2 N       | 97.0 W      | 102           |
| Al-Hamadhani     | 38.8 N       | 89.7 W      | 186           |
| Al-Jāhiz         | 1.2 N        | 21.5 W      | 91            |
| Alencar          | 63.5 Z       | 103.5 W     | 120           |
| Amaral           | 26.4 Z       | 242.3 W     | 106           |
| Amru Al-Qays     | 12.3 N       | 175.6 W     | 50            |
| Andal            | 47.7 Z       | 37.7 W      | 108           |
| Apollodorus      | 30.58 N      | 197.01 W    | 41            |
| Aristoxenes      | 82.0 N       | 11.4 W      | 69            |
| Aśvaghosa        | 10.4 N       | 21.0 W      | 90            |
| Atget            | 25.65 N      | 193.93 W    | 100           |

## B
| Krater       | Breedtegraad | Lengtegraad | Diameter (km) |
| ------------ | ------------ | ----------- | ------------- |
| Bach         | 68.5 Z       | 103.4 W     | 214           |
| Balagtas     | 22.6 S       | 13.7 W      | 98            |
| Balzac       | 10.3 N       | 144.1 W     | 80            |
| Bartok       | 41.3 S       | 162.8 W     | 128           |
| Barma        | 29.6 S       | 134.6 W     | 112           |
| Basho        | 32.7 S       | 169.7 W     | 80            |
| Beckett      | 40.1 S       | 248.8 W     | 57            |
| Beethoven    | 20.8 S       | 123.6 W     | 643           |
| Belinskij    | 76.0 S       | 103.4 W     | 70            |
| Bello        | 18.9 S       | 120.0 W     | 129           |
| Benoit       | 7.6 N        | 256.2 W     | 43            |
| Berkel       | 13.6 S       | 333.5 W     | 21            |
| Bernini      | 79.2 S       | 136.5 W     | 146           |
| Bjornson     | 73.1 N       | 109.2 W     | 88            |
| Boccaccio    | 80.7 S       | 29.8 W      | 142           |
| Boethius     | 0.9 S        | 73.3 W      | 129           |
| Botticelli   | 63.7 N       | 109.6 W     | 143           |
| Brahms       | 58.5 N       | 176.2 W     | 96            |
| Bramante     | 47.5 S       | 61.8 W      | 159           |
| Bronte       | 38.7 N       | 125.9 W     | 60            |
| Bruegel      | 49.8 N       | 107.5 W     | 75            |
| Brunelleschi | 9.1 S        | 22.2 W      | 134           |
| Burns        | 54.4 N       | 115.7 W     | 45            |
| Byron        | 8.5 S        | 32.7 W      | 105           |

## C
| Krater       | Breedtegraad | Lengtegraad | Diameter (km) |
| ------------ | ------------ | ----------- | ------------- |
| Callicrates  | 66.3 S       | 32.6 W      | 70            |
| Camoes       | 70.6 S       | 69.6 W      | 70            |
| Carducci     | 36.6 S       | 89.9 W      | 117           |
| Calvino      | 3.9 S        | 56.0 N      | 68            |
| Cervantes    | 74.6 S       | 122.0 W     | 181           |
| Cézanne      | 8.5 S        | 123.4 W     | 75            |
| Chaikovskij  | 7.4 N        | 50.4 W      | 165           |
| Chao Meng-Fu | 87.3 S       | 134.2 W     | 167           |
| Chekov       | 36.2 S       | 61.5 W      | 199           |
| Chiang K'ui  | 13.8 N       | 102.7 W     | 35            |
| Chong Ch'ol  | 46.4 N       | 116.2 W     | 162           |
| Chopin       | 65.1 S       | 123.1 W     | 129           |
| Chu Ta       | 2.2 N        | 105.1 W     | 110           |
| Coleridge    | 55.9 S       | 66.7 W      | 110           |
| Copley       | 38.4 S       | 85.2 W      | 30            |
| Couperin     | 29.8 N       | 151.4 W     | 80            |
| Cunningham   | 30.48 N      | 203.07 W    | 37            |

## D
| Krater      | Breedtegraad | Lengtegraad | Diameter (km) |
| ----------- | ------------ | ----------- | ------------- |
| Dali        | 45.3 N       | 240.6 W     | 175           |
| Dario       | 26.5 S       | 10.0 W      | 151           |
| de Graft    | 22.1 N       | 358.0 W     | 65            |
| Degas       | 37.4 N       | 126.4 W     | 60            |
| Delacroix   | 44.7 S       | 129.0 W     | 146           |
| Derain      | 8.7 S        | 340.3 W     | 190           |
| Derzhavin   | 44.9 N       | 35.3 W      | 159           |
| Desprez     | 80.8 N       | 90.7 W      | 50            |
| Dickens     | 72.9 S       | 153.3 W     | 78            |
| Donne       | 2.8 N        | 13.8 W      | 88            |
| Dostoevskij | 45.1 S       | 176.4 W     | 411           |
| Dowland     | 53.5 S       | 179.5 W     | 100           |
| Durer       | 21.9 N       | 119.0 W     | 180           |
| Dvorak      | 9.6 S        | 11.9 W      | 82            |

## E
| Krater   | Breedtegraad | Lengtegraad | Diameter (km) |
| -------- | ------------ | ----------- | ------------- |
| Eastman  | 9.6 N        | 234.3 W     | 80            |
| Eitoku   | 42.7 N       | 19.2 W      | 75            |
| Equiano  | 22.1 S       | 156.9 W     | 100           |
| Eminescu | 10.79 N      | 245.87 W    | 125           |
| Enwonwu  | 9.9 S        | 238.4 W     | 38            |
| Equiano  | 40.2 S       | 30.7 W      | 99            |

## F
| Krater    | Breedtegraad | Lengtegraad | Diameter (km) |
| --------- | ------------ | ----------- | ------------- |
| Fet       | 4.9 S        | 179.9 W     | 24            |
| Flaubert  | 13.7 S       | 72.2 W      | 95            |
| Futabatei | 16.2 S       | 83.0 W      | 66            |

## G
| Krater         | Breedtegraad | Lengtegraad | Diameter (km) |
| -------------- | ------------ | ----------- | ------------- |
| Gainsborough   | 36.1 S       | 183.3 W     | 100           |
| Gauguin        | 66.3 N       | 96.3 W      | 72            |
| Ghiberti       | 48.4 S       | 80.2 W      | 123           |
| Gibran         | 35.5 N       | 110.4 W     | 102           |
| Giotto         | 12.0 N       | 55.8 W      | 150           |
| Glinka         | 14.8 N       | 111.7 W     | 86            |
| Gluck          | 37.3 N       | 18.1 W      | 105           |
| Goethe         | 78.5 N       | 44.5 W      | 383           |
| Gogol          | 28.1 S       | 146.4 W     | 87            |
| Goya           | 7.2 S        | 152.0 W     | 135           |
| Grieg          | 51.1 N       | 14.0 W      | 65            |
| Guido d'Arezzo | 38.7 S       | 18.3 W      | 66            |

## H
| Krater      | Breedtegraad | Lengtegraad | Diameter (km) |  |
| ----------- | ------------ | ----------- | ------------- |  |
| Hals        | 54.8 S       | 115.0 W     | 100           |  |
| Han Kan     | 71.6 S       | 143.8 W     | 50            |  |
| Handel      | 3.4 N        | 33.8 W      | 166           |  |
| Harunobu    | 15.0 N       | 140.7 W     | 110           |  |
| Hauptmann   | 23.7 S       | 179.9 W     | 120           |  |
| Hawthorne   | 51.3 S       | 115.1 W     | 107           |  |
| Haydn       | 27.3 S       | 71.6 W      | 270           |  |
| Heine       | 32.6 N       | 124.1 W     | 75            |  |
| Hemingway   | 17.5 N       | 2.9 W       | 130           |  |
| Hesiod      | 58.5 S       | 35.0 W      | 107           |  |
| Hiroshige   | 13.4 S       | 26.7 W      | 138           |  |
| Hitomaro    | 16.2 S       | 15.8 W      | 107           |  |
| Hodgkins    | 29.2 N       | 341.9 W     | 20            |  |
| Holbein     | 35.6 N       | 28.9 W      | 113           |  |
| Holberg     | 67.0 S       | 61.1 W      | 61            |  |
| Homer       | 1.2 S        | 36.2 W      | 314           |  |
| Horace      | 68.9 S       | 52.0 W      | 58            |  |
| Hovnatanian | 7.6 S        | 187.5 W     | 34            |  |
| Hugo        | 38.9 N       | 47.0 W      | 198           |  |
| Hun Kal     | 0.5 S        | 20.0 W      | 1.5           |  |

## I
| Krater    | Breedtegraad | Lengtegraad | Diameter (km) |
| --------- | ------------ | ----------- | ------------- |
| Ibsen     | 24.1 S       | 35.6 W      | 159           |
| lctinus   | 79.1 S       | 165.2 W     | 119           |
| Imhotep   | 18.1 S       | 37.3 W      | 159           |
| Ivez      | 32.9 S       | 111.4 W     | 20            |
| Izquierdo | 1.6 S        | 253.1 W     | 170           |

## J
| Krater        | Breedtegraad | Lengtegraad | Diameter (km) |
| ------------- | ------------ | ----------- | ------------- |
| Janáček       | 56.0 N       | 153.8 W     | 47            |
| Jokai         | 72.4 N       | 135.3 W     | 106           |
| Judah Ha-Levi | 10.9 N       | 107.7 W     | 80            |

## K
| Krater          | Breedtegraad | Lengtegraad | Diameter (km) |
| --------------- | ------------ | ----------- | ------------- |
| Kalidasa        | 18.1 S       | 179.2 W     | 107           |
| Keats           | 69.9 S       | 154.5 W     | 115           |
| Kenko           | 21.5 S       | 16.1 W      | 99            |
| Kertész         | 27.44 N      | 214.06 W    | 33            |
| Khansa          | 59.7 S       | 51.9 W      | 111           |
| Kōshō           | 60.1 N       | 138.2 W     | 65            |
| Kuan Han-ch'ing | 29.4 N       | 52.4 W      | 151           |
| Kuiper          | 11.3 S       | 31.1 W      | 62            |
| Kunisada        | 1.8 N        | 247.6 W     | 280           |
| Kurosawa        | 53.4 S       | 21.8 W      | 159           |

## L
| Krater         | Breedtegraad | Lengtegraad | Diameter (km) |
| -------------- | ------------ | ----------- | ------------- |
| Lange          | 6.4 N        | 260.0 W     | 180           |
| L'Engle        | 86.63 S      | 69.62 E     | 62            |
| Leopardi       | 73.0 S       | 180.1 W     | 72            |
| Lermontov      | 15.2 N       | 48.1 W      | 152           |
| Lessing        | 28.7 S       | 89.7 W      | 100           |
| Li Ch'ing-Chao | 77.1 S       | 73.1 W      | 61            |
| Li Po          | 16.9 N       | 35.0 W      | 120           |
| Liang K'ai     | 40.3 S       | 182.8 W     | 140           |
| Liszt          | 16.1 S       | 168.1 W     | 85            |
| Lu Hsun        | 0            | 23.4 W      | 98            |
| Lysippus       | 0.8 N        | 132.5 W     | 140           |

## M
| Krater       | Breedtegraad | Lengtegraad | Diameter (km) |
| ------------ | ------------ | ----------- | ------------- |
| Ma Chih-Yuan | 60.4 S       | 78.0 W      | 179           |
| Machaut      | 1.9 S        | 82.1 W      | 106           |
| Mahler       | 20.0 S       | 18.7 W      | 103           |
| Mansart      | 73.2 N       | 118.7 W     | 95            |
| Mansur       | 47.8 N       | 162.6 W     | 100           |
| March        | 31.1 N       | 175.5 W     | 70            |
| Mark Twain   | 11.2 S       | 137.9 W     | 149           |
| Marti        | 75.6 S       | 164.6 W     | 68            |
| Martial      | 69.1 N       | 177.1 W     | 51            |
| Matabei      | 39.7 S       | 13.9 W      | 24            |
| Matisse      | 24.0 S       | 89.8 W      | 186           |
| Melville     | 21.5 N       | 10.1 W      | 154           |
| Mena         | 0.2 S        | 124.4 W     | 52            |
| Mendes Pinto | 61.3 S       | 17.8 W      | 214           |
| Michelangelo | 45.0 S       | 109.1 W     | 216           |
| Mickiewicz   | 23.6 N       | 103.1 W     | 100           |
| Milton       | 26.2 S       | 174.8 W     | 186           |
| Mistral      | 4.5 N        | 54.0 W      | 110           |
| Mofolo       | 37.7 S       | 28.2 W      | 114           |
| Molière      | 15.6 N       | 16.9 W      | 132           |
| Monet        | 44.4 N       | 10.3 W      | 303           |
| Monteverdi   | 63.8 N       | 77.3 W      | 138           |
| Moody        | 13.1 S       | 215.4 W     | 80            |
| Mozart       | 8.0 N        | 190.5 W     | 270           |
| Munch        | 40.6 N       | 207.3 W     | 54            |
| Munkácsy     | 21.9 N       | 259.1 W     | 180           |
| Murasaki     | 12.6 S       | 30.2 W      | 130           |
| Mussorgskij  | 32.8 N       | 96.5 W      | 125           |
| Myron        | 70.9 N       | 79.3 W      | 31            |

## N
| Krater  | Breedtegraad | Lengtegraad | Diameter (km) |
| ------- | ------------ | ----------- | ------------- |
| Nampeyo | 40.6 S       | 50.1 W      | 52            |
| Navoi   | 59.0 N       | 200.0 W     | 66            |
| Nawahi  | 36.1 N       | 214.9 W     | 34            |
| Neruda  | 52.47 S      | 234.55 W    | 110           |
| Nervo   | 43.0 N       | 179.0 W     | 63            |
| Neumann | 37.3 S       | 34.5 W      | 120           |
| Nizami  | 71.5 N       | 165.0 W     | 76            |

## O
| Krater  | Breedtegraad | Lengtegraad | Diameter (km) |
| ------- | ------------ | ----------- | ------------- |
| Okyo    | 69.1 S       | 75.8 W      | 65            |
| Oskison | 60.6 N       | 215.3 W     | 120           |
| Ovid    | 69.5 S       | 22.5 W      | 44            |

## P
| Krater     | Breedtegraad | Lengtegraad | Diameter (km) |
| ---------- | ------------ | ----------- | ------------- |
| Petrarch   | 30.6 S       | 26.2 W      | 171           |
| Phidias    | 8.7 N        | 149.3 W     | 160           |
| Philoxenus | 8.7 S        | 111.5 W     | 90            |
| Pigalle    | 38.5 S       | 9.5 W       | 154           |
| Po Chu-I   | 7.2 S        | 165.1 W     | 68            |
| Po Ya      | 46.2 S       | 20.2 W      | 103           |
| Poe        | 44.0 N       | 201.2 W     | 75            |
| Polygnotus | 0.3 S        | 68.4 W      | 133           |
| Praxiteles | 27.3 N       | 59.2 W      | 182           |
| Proust     | 19.7 N       | 46.7 W      | 157           |
| Puccini    | 65.3 S       | 46.8 W      | 70            |
| Purcell    | 81.3 N       | 146.8 W     | 91            |
| Pushkin    | 66.3 S       | 22.4 W      | 231           |

## Q
| Krater    | Breedtegraad | Lengtegraad | Diameter (km) |
| --------- | ------------ | ----------- | ------------- |
| Qi Baishi | 4.2 S        | 196.0 W     | 15            |

## R
| Krater          | Breedtegraad | Lengtegraad | Diameter (km) |
| --------------- | ------------ | ----------- | ------------- |
| Rabelais        | 61.0 S       | 62.4 W      | 141           |
| Raden Saleh     | 2.2 N        | 201.3 W     | 25            |
| Raditladi       | 27.28 N      | 240.93 W    | 257           |
| Rajnis          | 4.5 N        | 95.8 W      | 82            |
| Rameau          | 54.9 S       | 37.5 W      | 51            |
| Raphael         | 19.9 S       | 75.9 W      | 343           |
| Ravel           | 12.0 S       | 38.0 W      | 75            |
| Rembrandt       | 33.2 S       | 271.8 W     | 720           |
| Renoir          | 18.6 S       | 51.5 W      | 246           |
| Repin           | 19.2 S       | 63.0 W      | 107           |
| Riemenschneider | 52.8 S       | 99.6 W      | 145           |
| Rilke           | 45.2 S       | 12.3 W      | 86            |
| Rimbaud         | 62.0 S       | 148.0 W     | 85            |
| Rodin           | 21.1 N       | 18.2 W      | 229           |
| Rubens          | 59.8 N       | 74.1 W      | 175           |
| Rublev          | 15.1 S       | 156.8 W     | 132           |
| Rudaki          | 4.0 S        | 51.1 W      | 120           |
| Rude            | 32.8 S       | 79.6 W      | 75            |
| Rumi            | 24.1 S       | 104.7 W     | 75            |
| Ruysch          | 10.7 S       | 265.88 W    | 64            |

## S
| Krater          | Breedtegraad | Lengtegraad | Diameter (km) |
| --------------- | ------------ | ----------- | ------------- |
| Sadi            | 78.6 S       | 56.0 W      | 68            |
| Saikaku         | 72.9 N       | 176.3 W     | 88            |
| Sander          | 42.59 N      | 205.6 W     | 50            |
| Sarmiento       | 29.8 S       | 187.7 W     | 145           |
| Sayat-Nova      | 28.4 S       | 122.1 W     | 158           |
| Scarlatti       | 40.5 N       | 100.0 W     | 129           |
| Schoenberg      | 16.0 S       | 135.7 W     | 29            |
| Schubert        | 43.4 S       | 54.3 W      | 185           |
| Scopas          | 81.1 S       | 172.9 W     | 105           |
| Sei             | 64.3 S       | 89.1 W      | 113           |
| Shakespeare     | 49.7 N       | 150.9 W     | 370           |
| Shelley         | 47.8 S       | 127.8 W     | 164           |
| Sher-Gil        | 45.1 S       | 225.5 W     | 73            |
| Shevchenko      | 53.8 S       | 46.5 W      | 137           |
| Sholem Aleichem | 50.4 N       | 87.7 W      | 200           |
| Sibelius        | 49.5 S       | 145.37 W    | 94            |
| Simonides       | 29.1 S       | 45.0 W      | 95            |
| Sinan           | 15.5 N       | 29.8 W      | 147           |
| Smetana         | 48.5 S       | 70.2 W      | 190           |
| Snorri          | 9.0 S        | 82.9 W      | 19            |
| Sophocles       | 7.0 S        | 145.7 W     | 150           |
| Sor Juana       | 49.0 N       | 23.9 W      | 93            |
| Sōseki          | 38.9 N       | 37.7 W      | 90            |
| Sotatsu         | 49.1 S       | 18.1 W      | 165           |
| Spitteler       | 68.6 S       | 61.8 W      | 68            |
| Stravinsky      | 50.5 N       | 73.5 W      | 190           |
| Strindberg      | 53.7 N       | 135.3 W     | 190           |
| Sullivan        | 16.9 S       | 86.3 W      | 145           |
| Sur Das         | 47.1 S       | 93.3 W      | 132           |
| Surikov         | 37.1 S       | 124.6 W     | 120           |
| Sveinsdóttir    | 2.58 S       | 259.96 W    | 220           |

## T
| Krater        | Breedtegraad | Lengtegraad | Diameter (km) |
| ------------- | ------------ | ----------- | ------------- |
| Takanobu      | 30.8 N       | 108.2 W     | 80            |
| Takayoshi     | 37.5 S       | 163.1 W     | 139           |
| Tansen        | 3.9 N        | 70.9 W      | 34            |
| Thakur        | -2.5         | 64          | 115           |
| Theophanes    | 3.0 S        | 63.5 W      | 118           |
| Thoreau       | 5.9 N        | 132.3 W     | 80            |
| Tintoretto    | 48.1 S       | 22.9 W      | 92            |
| Titian        | 3.6 S        | 42.1 W      | 121           |
| To Ngoc Van   | 52.3 N       | 110.7 W     | 63            |
| Tolstoj       | 16.3 S       | 163.5 W     | 390           |
| Ts'ai Wen-chi | 22.8 N       | 22.2 W      | 119           |
| Ts'ao Chan    | 13.4 S       | 142.0 W     | 110           |
| Tsurayuki     | 63.0 S       | 21.3 W      | 87            |
| Tung Yuan     | 73.6 N       | 55.0 W      | 64            |
| Turgenev      | 65.7 N       | 135.0 W     | 116           |
| Tyagaraja     | 3.7 N        | 148.4 W     | 105           |

## U
| Krater    | Breedtegraad | Lengtegraad | Diameter (km) |
| --------- | ------------ | ----------- | ------------- |
| Unkei     | 31.9 S       | 62.7 W      | 123           |
| Ustad Isa | 32.1 S       | 165.3 W     | 136           |

## V
| Krater          | Breedtegraad | Lengtegraad | Diameter (km) |
| --------------- | ------------ | ----------- | ------------- |
| Valmiki         | 23.5 S       | 141.0 W     | 221           |
| Van Dijck       | 76.7 N       | 163.8 W     | 105           |
| Van Eyck        | 43.2 N       | 158.8 W     | 282           |
| Van Gogh        | 76.5 S       | 134.9 W     | 104           |
| Velázquez       | 37.5 N       | 53.7 W      | 129           |
| Verdi           | 64.7 N       | 168.6 W     | 163           |
| Vieira da Silva | 1.54 N       | 123.41 W    | 274           |
| Vincente        | 56.8 S       | 142.4 W     | 98            |
| Vivaldi         | 13.7 N       | 85.0 W      | 213           |
| Vlaminck        | 28.0 N       | 12.7 W      | 97            |
| Vonnegut        | 82.72 N      | 249.91 W    | 27            |
| Vyasa           | 48.3 N       | 81.1 W      | 290           |

## W
| Krater    | Breedtegraad | Lengtegraad | Diameter (km) |
| --------- | ------------ | ----------- | ------------- |
| Wagner    | 67.4 S       | 114.0 W     | 140           |
| Wang Meng | 8.8 N        | 103.8 W     | 165           |
| Wergeland | 38.0 S       | 56.5 W      | 42            |
| Whitman   | 41.4 N       | 110.4 W     | 70            |
| Wren      | 24.3 N       | 35.2 W      | 221           |

## X
| Krater    | Breedtegraad | Lengtegraad | Diameter (km) |
| --------- | ------------ | ----------- | ------------- |
| Xiao Zhao | 10.64 N      | 236.21 W    | 23            |

## Y
| Krater     | Breedtegraad | Lengtegraad | Diameter (km) |
| ---------- | ------------ | ----------- | ------------- |
| Yeats      | 9.2 N        | 34.6 W      | 100           |
| Yun Son-Do | 72.5 S       | 109.4 W     | 68            |

## Z
| Krater | Breedtegraad | Lengtegraad | Diameter (km) |
| ------ | ------------ | ----------- | ------------- |
| Zeami  | 3.1 S        | 147.2 W     | 120           |
| Zola   | 50.1 N       | 177.3 W     | 80            |